# Oonops
Oonops is een geslacht van spinnen uit de  familie van de Oonopidae (dwergcelspinnen).

## Soorten
- Oonops acanthopus Simon, 1907
- Oonops alticola Berland, 1914
- Oonops amacus Chickering, 1970
- Oonops amoenus Dalmas, 1916
- Oonops anoxus Chickering, 1970
- Oonops aristelus Chickering, 1972
- Oonops balanus Chickering, 1971
- Oonops caecus Benoit, 1975
- Oonops chickeringi Brignoli, 1974
- Oonops chilapensis Chamberlin & Ivie, 1936
- Oonops citrinus Berland, 1914
- Oonops cubanus Dumitrescu & Georgescu, 1983
- Oonops cuervus Gertsch & Davis, 1942
- Oonops domesticus Dalmas, 1916
- Oonops donaldi Chickering, 1951
- Oonops ebenecus Chickering, 1972
- Oonops endicus Chickering, 1971
- Oonops erinaceus Benoit, 1977
- Oonops figuratus Simon, 1891
- Oonops floridanus (Chamberlin & Ivie, 1935)
- Oonops furtivus Gertsch, 1936
- Oonops gertschi Chickering, 1971
- Oonops globimanus Simon, 1891
- Oonops hasselti Strand, 1906
- Oonops itascus Chickering, 1970
- Oonops leai Rainbow, 1920
- Oonops leitaoni Bristowe, 1938
- Oonops longespinosus Denis, 1937
- Oonops longipes Berland, 1914
- Oonops loxoscelinus Simon, 1893
- Oonops lubricus Dalmas, 1916
- Oonops mahnerti Brignoli, 1974
- Oonops mckenziei Gertsch, 1977
- Oonops minutus Dumitrescu & Georgescu, 1983
- Oonops mitchelli Gertsch, 1977
- Oonops nigromaculatus Mello-Leitão, 1944
- Oonops oblucus Chickering, 1972
- Oonops olitor Simon, 1910
- Oonops ornatus Chickering, 1970
- Oonops pallidulus (Chickering, 1951)
- Oonops persitus Chickering, 1970
- Oonops petulans Gertsch & Davis, 1942
- Oonops placidus Dalmas, 1916
  - Oonops placidus corsicus Dalmas, 1916
- Oonops procerus Simon, 1882
- Oonops propinquus Dumitrescu & Georgescu, 1983
- Oonops puebla Gertsch & Davis, 1942
- Oonops pulcher Templeton, 1835
  - Oonops pulcher hispanicus Dalmas, 1916
- Oonops pulicarius Simon, 1891
- Oonops reddelli Gertsch, 1977
- Oonops reticulatus Petrunkevitch, 1925
- Oonops ronoxus Chickering, 1971
- Oonops rowlandi Gertsch, 1977
- Oonops sativus Chickering, 1970
- Oonops secretus Gertsch, 1936
- Oonops sicorius Chickering, 1970
- Oonops sonora Gertsch & Davis, 1942
- Oonops stylifer Gertsch, 1936
- Oonops tectulus Chickering, 1970
- Oonops tenebus Chickering, 1970
- Oonops tolucanus Gertsch & Davis, 1942
- Oonops trapellus Chickering, 1970
- Oonops triangulipes Karsch, 1881
- Oonops tubulatus Dalmas, 1916
- Oonops tucumanus Simon, 1907
- Oonops vestus Chickering, 1970
- Oonops viridans Bryant, 1942
- Oonops zeteki Chickering, 1951